# Cappella di Maria Ausiliatrice (Roncà)
La Cappella di Maria Ausiliatrice è un luogo di culto ubicato ai Motti Rossi, a metà colle sopra Terrossa, nel Comune di Roncà, in provincia di Verona e diocesi di Vicenza; fa parte del Vicariato di San Bonifacio-Montecchia di Crosara.

## Storia
La cappella votiva fu costruita dopo la Seconda Guerra Mondiale in seguito ad un voto rivolto dal parroco don Augusto Concato alla Vergine Maria l’8 dicembre 1944: se la Madonna avesse preservato la parrocchia di Terrossa dalle disgrazie belliche, sarebbe stata costruita una cappella in suo onore. Inoltre, invitò la popolazione a consacrarsi alla Madre di Dio, invocata con il titolo di Madonna della Neve
Il 1 gennaio 1949 il parroco annunciò in chiesa che era giunto il tempo di scogliere il voto. Il successivo 2 febbraio fu costituito il comitato per l'erigenda cappellina e fu scelto  come sito la località denominata Motti Rossi, dove un terreno fu ceduto gratuitamente dai proprietari Fattori Antonio e Guerrino. I lavori di sterro per i fondamenti iniziarono il 21 febbraio e la prima pietra fu posta il 10 marzo 1949, collocata a sud-est.
Il 15 agosto 1949, ultimo di tre giorni di festeggiamenti, il luogo di culto fu inaugurato dal Vescovo di Valva e Sulmona Luciano Marcante, condiscepolo di don Concato, come ricordato da un’iscrizione a sinistra dell’entrata, in quanto il Vescovo di Vicenza fu impossibilitato ad intervenire.
L’iscrizione a destra dell’entrata ricorda il restauro compiuto dal gruppo Alpini di Terrossa nell’agosto 1985.

## Descrizione
La facciata è divisa in tre parti, due strette, laterali, ed una centrale, con apertura ad arco acuto che introduce in un piccolo atrio. In ogni parte è presente un oculo cieco.
L’interno è a navata unica, illuminata da bifore ad arco acuto, con altare collocato nell’abside, sotto un arco trionfale anch’esso acuto.
Nell’abside vi è una nicchia di gusto gotico con all’interno la statua di Maria Ausiliatrice, opera del 1949 dello scultore Giacomo Mussner di Ortisei, giunta a Terrossa il 10 luglio di quell'anno.